# Henry Harold Welch Pearson

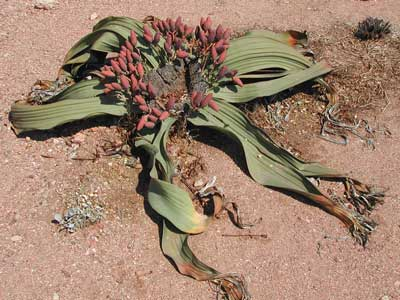
Planta hembra de Welwitschia mirabilis

Henry Harold Welch Pearson (Long Sutton, Lincolnshire; 1870 - Wynberg, Ciudad del Cabo; 1916) fue un botánico británico que trabajó extensamente en Sudáfrica, recordado por fundar el Jardín botánico Nacional Kirstenbosch en 1913.
Pearson comenzó su carrera como asistente químico, cambiando luego sus intereses al asistir, en 1892, a conferencias sobre vegetales por Albert Charles Seward en Eastbourne. Enseñó durante un tiempo y se le concedió una beca a Cambridge en 1896, obteniendo una de primera clase en el de Ciencias Naturales, a través de una Tripos.
Publicó dos artículos en 1898, un tratado sobre Bowenia spectabilis, miembro de la familia Stangeriaceae de Australia. Ese mismo año exploró las patanas (tierras altas de pradera) en Ceilán por seis meses, habiendo sido galardonado con una Beca de la "Worts Travelling Scholars Fund". Y por su diertación ecológica, recibió la "medalla Walsingham" de Cambridge, donde el biólogo marino Ernest William MacBride (1866-1940) fue el primer receptor en 1893. En Cambridge, fue nombrado Curador Asistente del Herbario bajo Harry M. Ward. Allí a la Taxonomía le dedicó su interés y recibió la Beca Frank Smart. El año siguiente trabaja en el Real Jardín Botánico de Kew donde fue Asistente para la India. Sus intereses en Verbenaceae llevó a su descripción de la familia para la Flora Capensis, de William H. Harvey & Otto W. Sonder.
En 1903 fue el primer "profesor of Botánica Harry Bolus" en la South African College. En 1904 partió para África del Sudoeste (hoy Namibia) en su primera de varias expediciones botánicas con el objeto de estudiar la especie monotípica Welwitschia Hook.f.. Esta expedición fue interrumpida por la primera de las llamadas guerras Herero (genocidio herero y namaqua). En 1907 realiza un segundo intento en compañía de Ernest E. Galpin que anteriormente había acompañado en la búsqueda de Encephalartos, una cícada de la provincia Oriental del Cabo. Sus trabajos sobre la ecología, la morfología y la embriología de Welwitschia, le permitieron obtener un doctorado cantabrigiano en 1907, Que a su vez condujo a un estudio de la estrechamente relacionada Gnetum L., para lo cual se fue en una expedición de recolección a Angola en 1909. Durante ese tiempo, escribió un relato de la familia Thymelaeaceae Juss. 1789 para la Flora of Tropical Africa.
Viviendo en Ciudad del Cabo y muy consciente de la riqueza floral de la península del Cabo, Pearson se convirtió en un defensor ardiente de la creación de un jardín botánico. Hizo un vehemente llamamiento a las autoridades y el público en su discurso presidencial de 1910 a la Asociación Sudafricana para el Avance de la Ciencia. Así, en consecuencia la Sociedad Botánica de Sudáfrica se formó en 1912 y se envió una delegación para presentar al primer ministro Louis Botha. La campaña encontró un fuerte apoyo en Sir Lionel Phillips, quien presentó el proyecto de ley necesarios en la Cámara de la Asamblea en 1913. Un área que Cecil Rhodes había legado a la opinión pública, fue anulada y el Jardín botánico Nacional Kirstenbosch llegó a existir. Pearson fue nombrado como el primer director, y J. W. Matthews curador.
Fallecido Pearson, fue sepultado en Kirstenbosch, y en su epitafio se lee:

"Si buscáis su monumento, mirad a su alrededor".

## Epónimos
Es conmemorado en el género Pearsonia Dümmer y en varias especies.
El volumen 140, 1914, del Curtis's Botanical Magazine fue dedicado a su memoria.
La "Cátedra Harold Pearson de Botánica", de la Universidad de Ciudad del Cabo fue fundada en su honor, y el "Edificio H.W. Pearson" (hogar del Departamento de Botánica) es nombrada por él.

## Grados y agradecimientos
Bachelor of Arts Cantab. 1896, DSc 1907, Miembro de la Royal Society 1916, Miembro de la Sociedad linneana de Londres 1901, Asistente Curador del Herbario de Cambridge 1898-99, Herbario de Kew en 1899, Profesor de Botánica en el South African College en Ciudad del Cabo en 1903, Director de los Cape Botanical Gardens, en 1913.